# Bloßstock

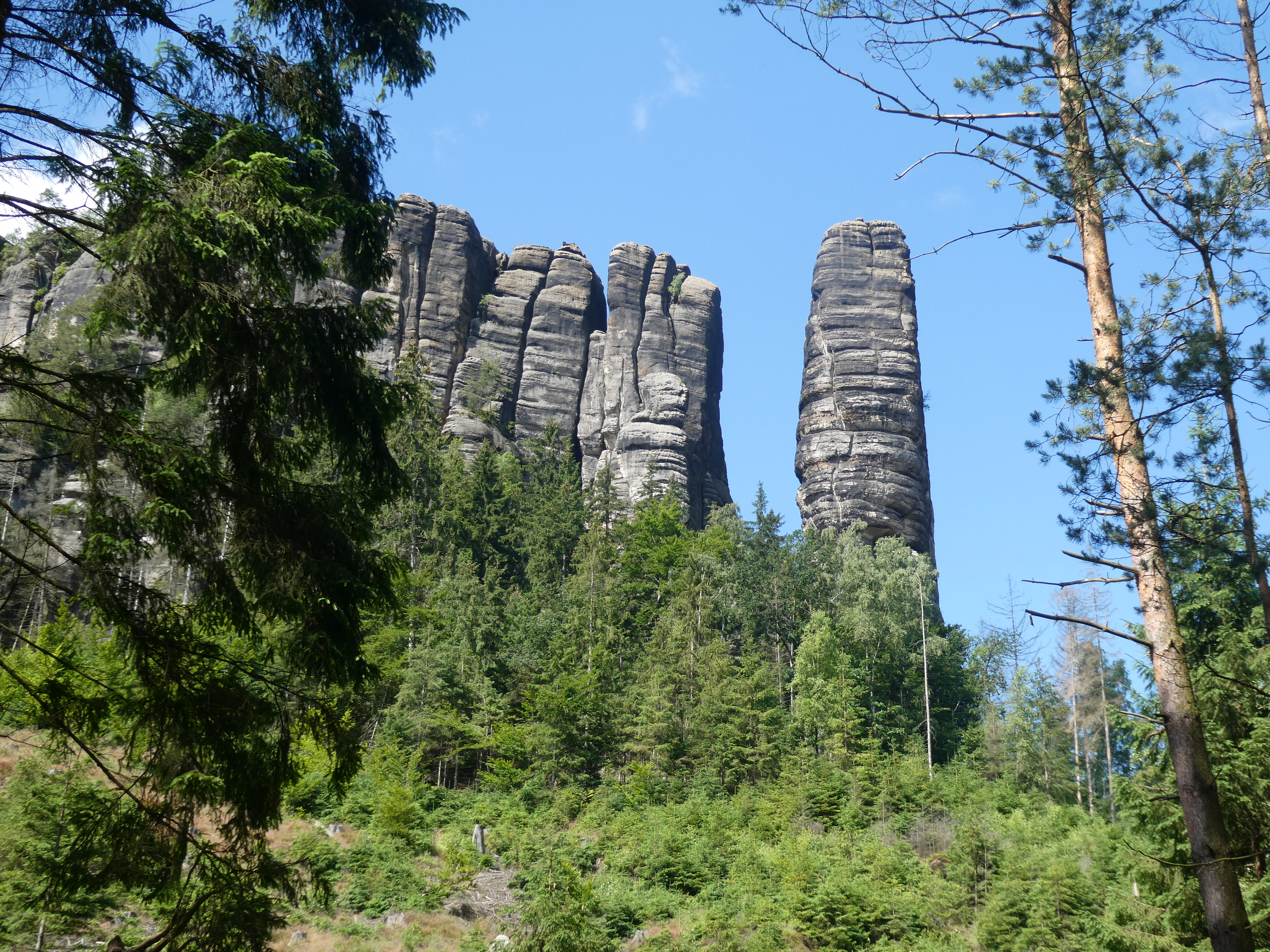
Block von Osten auf das Lange Horn, ganz rechts der Bloßstock

Der Bloßstock (auch Bloszstock), 351,6 m ü. NHN ist ein markanter Fels und Klettergipfel in den Affensteinen in der Sächsischen Schweiz. Er bildet die nördlichste Erhebung der Affensteine und ist durch eine tiefe Scharte vom südlich anschließenden Kreuzturm und dem sich anschließenden Felsriff des Langen Horns getrennt. Die 79,5 m hohe Nordwand fällt fast senkrecht ab, der Fels bildet damit eine weit sichtbare Landmarke in der hinteren Sächsischen Schweiz und wird als einer der imposantesten Felstürme des Gebiets beschrieben.
Bereits im 1592 von Matthias Oeder erstellten Kartenwerk der Ersten Kursächsische Landesaufnahme wird der Fels am bloßen Stock erwähnt. Daraus leitet sich auch die Namensbedeutung: Bloßer Stock für frei(stehend)er Felsen ab. Im 19. Jahrhundert wurde er teilweise etymologisch falsch als Blauer Stock oder Blaustock bezeichnet.
Der Felsen wurde im Jahr 1899, während der ersten Erschließungszeit des Klettergebiets Sächsische Schweiz, von Heinrich Wenzel, Robert Püschner und Fritz Gerbing erstmals bestiegen. Diese überwanden die Schartenkluft mit Hilfe eines Baumstammes, um dann in freier Kletterei über einen Kamin (Felsspalt) den Gipfel zu erreichen. Der Wenzelweg wird heute nach der Sächsischen Schwierigkeitsskala mit V eingestuft. Vor dem Ersten Weltkrieg folgten weitere Routen, so der heutige Fehrmannweg (VI) von Rudolf Fehrmann 1906 oder der 1911 von  Max Matthäus erstbegangene Gipfelstürmerweg (VI). Seitdem sind gut 30 weitere Kletterwege am Bloßstock erschlossen worden. Vor allem in der fast senkrecht aufragenden Nordwand haben verschiedene bekannte Kletterer der Sächsischen Schweiz Wege erstbegangen, so etwa Herbert Richter bereits 1958 die mit VIIIa (IXa) eingestufte Nordwand oder Bernd Arnold 1977 die Zentrale Nordwand (IXa). Ebenfalls zu den bekannten Erstbegehern von Wegen am Bloßstock zählen Karlheinz Gonda (Südwand, VIIb, 1948) und Matthias Gäbler (Verlängerung, IXa, 1984).

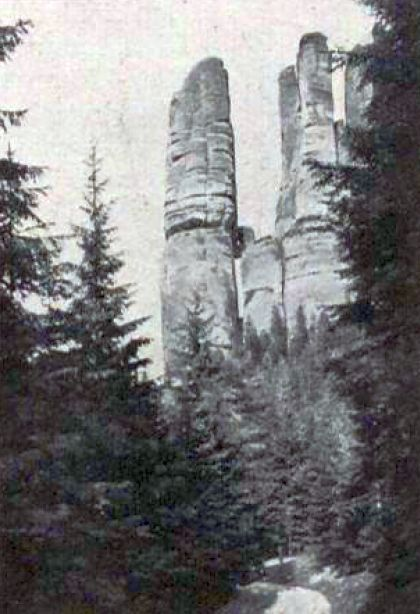
Ansicht des Bloßstocks um 1914
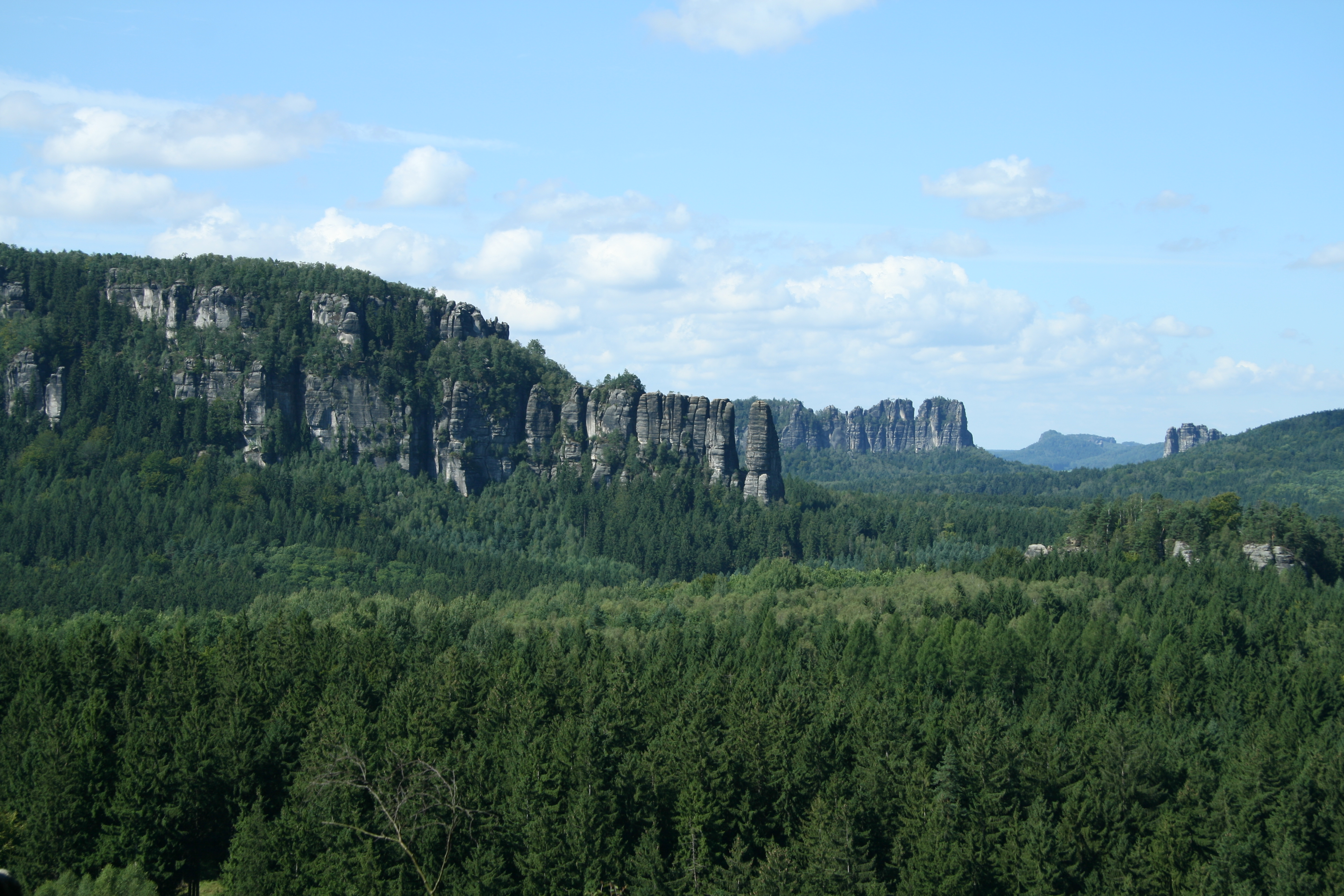
Blick auf die Affensteine mit dem Bloßstock in der Bildmitte, im Hintergrund die Schrammsteine und der Falkenstein
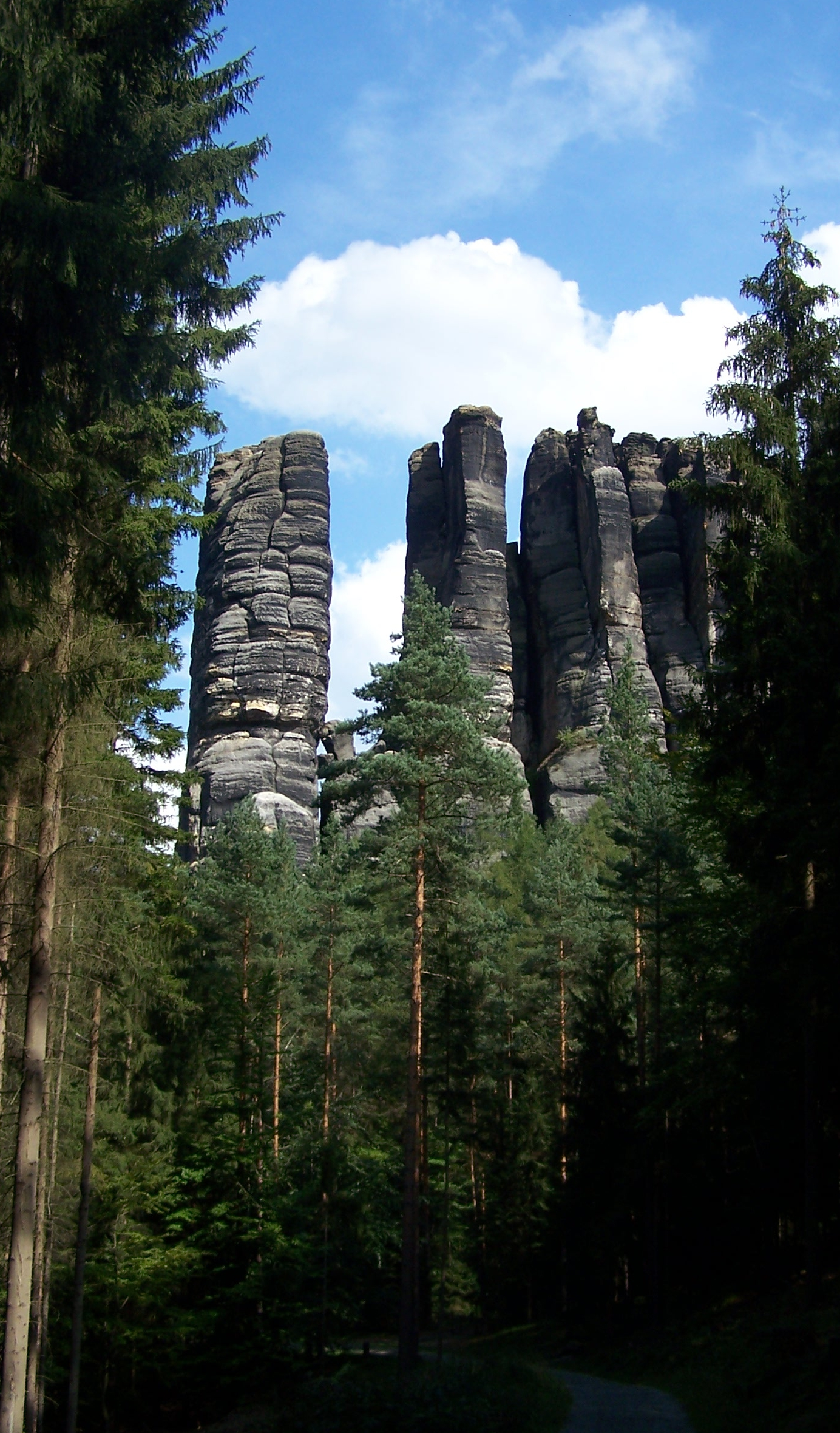
Der Bloßstock von der Unteren Affensteinpromenade aus, rechts davon Kreuzturm und Morsche Zinne
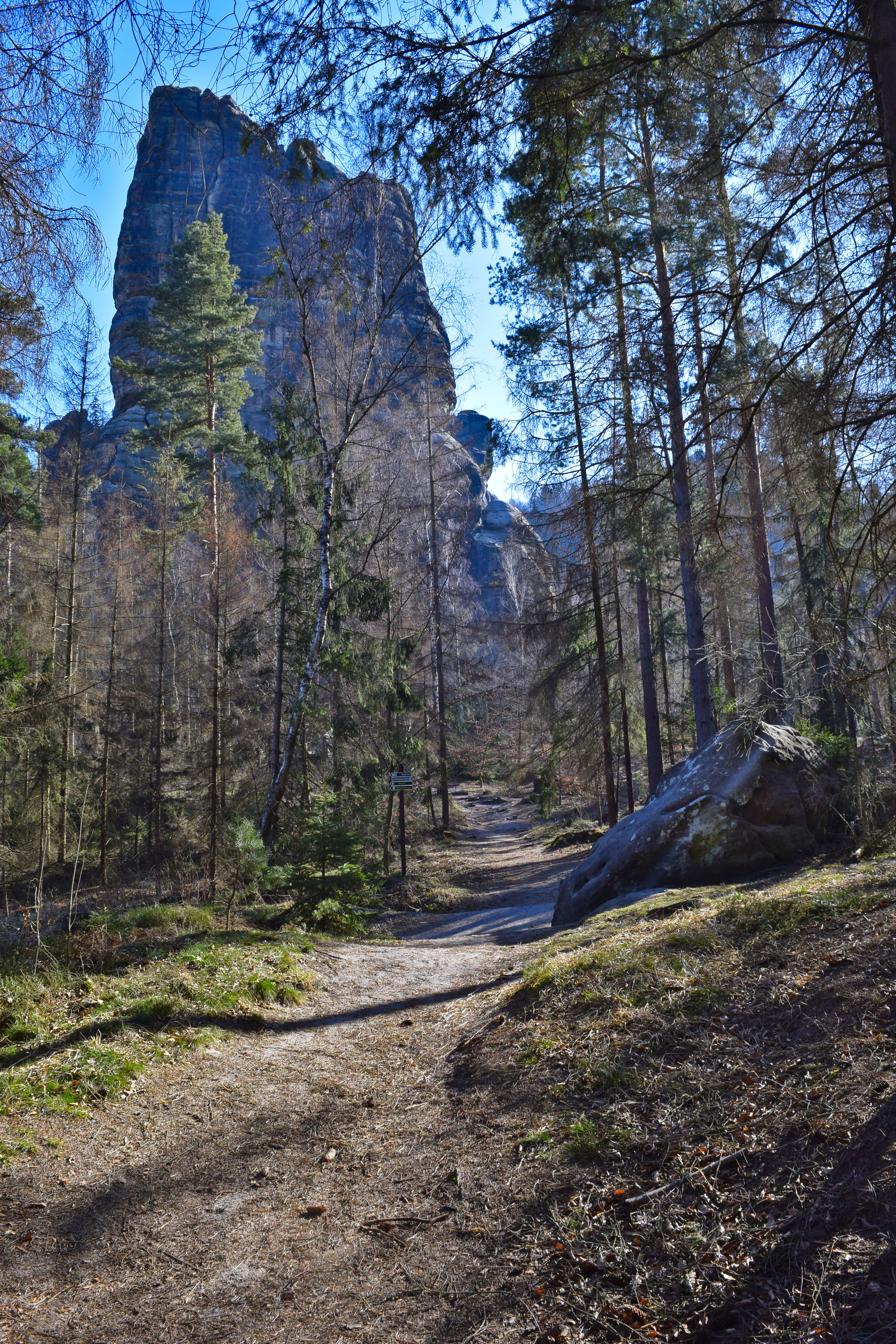
Nordseite des Bloßstocks